# 劉友 (南朝宋)
劉友（りゅう ゆう、泰始6年（470年）- 昇明3年2月4日（479年3月12日））は、南朝宋の皇族。邵陵殤王。明帝劉彧の七男。字は仲賢。

## 経歴
劉彧と泉美人のあいだの子として生まれた。元徽2年（474年）5月、使持節・都督江州豫州之西陽新蔡晋熙三郡諸軍事・南中郎将・江州刺史に任じられ、邵陵王に封じられた。昇明元年（477年）、左将軍の号を受けた。昇明2年（478年）1月、都督南豫豫司三州諸軍事・安南将軍・南豫州刺史・歴陽郡太守に転じた。昇明3年（479年）2月、死去。子はなく、封国は除かれた。

## 伝記資料
- 『宋書』巻90 列伝第50
- 『南史』巻14 列伝第4